# Phintys
Phintys ou Phyntis (grec moderne : Φίντυς) est une philosophe grecque pythagoricienne du IVe ou IIIe siècle av. J.-C.. On ne connaît rien de sa vie, ni de ses origines. Elle a écrit un livre sur le comportement à suivre par les femmes dont deux extraits ont été préservés par Jean Stobée.

## Biographie
Rien n'est certain à propos de la vie de Phintys, et il n'est même pas sûr qu'elle a bien écrit l'ouvrage qui porte son nom. Stobée l'appelle « fille de Callicrates », d'où une hypothèse selon laquelle elle serait la fille de Callicratidas, l'amiral spartiate de la fin du Ve siècle av. J.-C., mais rien ne permet de confirmer ni d'infirmer cette idée.
Dans sa liste de femmes pythagoriciennes, Jamblique cite une Philtys de Crotone, fille de Théophrius, mais il pourrait s'agir d'une homonyme.

## Œuvre
Il subsiste deux fragments de l'œuvre de Phintys, tous deux écrits dans un dialecte dorien des IVe et IIIe siècles av. J.-C. et chacun long d'environ une page. Ils se concentrent sur le besoin pour une femme de rester chaste, affirmant qu'une femme désobéit aux dieux et au droit naturel si elle ne le fait pas. Phintys ajoute que le plus grand honneur pour une femme est de porter des enfants qui ressemblent à leur père, et qu'une femme doit s'habiller de façon modeste, sans embellissements artificiels. Son argumentation favorise un rôle traditionnel pour les femmes, mais elle précise qu'il est important qu'elles étudient la philosophie, parce que le courage, la justice et l'intelligence sont des valeurs communes à tous les genres.

## Sources
- (en) Mary R. Lefkowitz et Maureen B. Fant, « Women's Life in Greece & Rome : Private Life » (version du 1er juillet 2016 sur Internet Archive)
- (en) Ian Plant, Women Writers of Ancient Greece and Rome: An Anthology, Equinox, 2004 (ISBN 1-904768-02-4), p. 84–86
- (en) Holger Thesleff, An Introduction to the Pythagorean Writings of the Hellenistic Period, Åbo akademi, 1961
- (en) Mary Ellen Waithe, A History of Women Philosophers : Volume I: Ancient Women Philosophers, 600 BC - 500 AD, Springer, 1987 (ISBN 90-247-3368-5)
- (en) Kathleen Wider, « Women Philosophers in the Ancient Greek World: Donning the Mantle », Hypatia, vol. 1, no 1,‎ 1986, p. 21–62 (DOI 10.1111/j.1527-2001.1986.tb00521.x, S2CID 144952549)